# Masashi Oguro
Masashi Oguro (大黒 将志  ,Ōguro Masashi), född 4 maj 1980 i Toyonaka, Osaka prefektur i Japan, är en japansk fotbollsspelare som spelar för Tochigi SC. Han har även spelat för det japanska landslaget och deltog i VM i Tyskland 2006.

## Klubbkarriär
| Säsong  | Lag                 | Division | Tröjnummer | Matcher | Mål |
| ------- | ------------------- | -------- | ---------- | ------- | --- |
| 1999    | Gamba Osaka         | 1        | 29         | 11      | 0   |
| 2000    | Gamba Osaka         | 1        | 29         | 7       | 1   |
| 2001    | Consadole Sapporo   | 1        | 17         | 4       | 0   |
| 2002    | Gamba Osaka         | 1        | 16         | 6       | 1   |
| 2003    | Gamba Osaka         | 1        | 16         | 26      | 10  |
| 2004    | Gamba Osaka         | 1        | 16         | 30      | 20  |
| 2005    | Gamba Osaka         | 1        | 16         | 31      | 16  |
| 2005-06 | Grenoble            | 2        | 9          | 17      | 5   |
| 2006-07 | Grenoble            | 2        | 9          | 2       | 1   |
| 2006-07 | Torino              | 1        | 16         | 7       | 0   |
| 2007-08 | Torino              | 1        | 16         | 3       | 0   |
| 2008    | Tokyo Verdy         | 1        | 36         | 14      | 2   |
| 2009    | Tokyo Verdy         | 2        | 9          | 39      | 21  |
| 2010    | Yokohama FC         | 2        |            | 16      | 12  |
| 2010    | FC Tokyo            | 1        |            | 22      | 7   |
| 2011    | Yokohama F. Marinos | 1        | 11         | 28      | 10  |

## Landslagskarriär
Masashi Oguro har spelat för det japanska landslaget 22 gånger sedan 2005. Han gjorde sitt första mål den 9 februari 2005 i VM 2006 kvalmatch mot Nordkorea.

Han var en av de utvalda till VM 2006 i Tyskland och deltog i alla 3 gruppspelsmatcher men gjorde inga mål.

### Mål i det japanska landslaget
| Nr | Datum            | Plats     | Motståndare | Resultat | Tävling                      |
| -- | ---------------- | --------- | ----------- | -------- | ---------------------------- |
| 1. | 9 februari, 2005 | Saitama   | Nordkorea   | 2-1      | Kvalmatch till VM 2006       |
| 2. | 8 juni, 2005     | Bangkok   | Nordkorea   | 2-0      | Kvalmatch till VM 2006       |
| 3. | 19 juni, 2005    | Frankfurt | Grekland    | 1-0      | FIFA Confederations Cup 2005 |
| 4. | 22 juni, 2005    | Köln      | Brasilien   | 2-2      | FIFA Confederations Cup 2005 |
| 5. | 17 augusti, 2005 | Yokohama  | Iran        | 2-1      | Kvalmatch till VM 2006       |

- Det japanska resultatet står alltid först.

## Meriter

### Personliga
J-League Best Eleven: 1 gång
- 2004

### Lagmeriter
Vinnare av J.League: 1 gång
- 2005

- Alla meriter är ifrån under tiden han spelade för Gamba Osaka